# Río Güejar
Le río Güejar est une rivière de Colombie et un affluent du río Arriari, donc un sous-affluent de l'Orénoque par le río Guaviare.

## Géographie
Le río Güejar prend sa source sur le versant est de la Cordillère Orientale, dans le sud du paramo de Sumapaz (département de Meta),. Il coule ensuite vers le sud-est avant de rejoindre le río Arriari au niveau de la municipalité de Puerto Rico.